# هورست گناس
هورست گناس (انگلیسی: Horst Gnas؛ زادهٔ ۳ سپتامبر ۱۹۴۱) دوچرخه‌سوار اهل آلمان است.
وی در مسابقات کشوری و بین‌المللی در مجموع برندهٔ ۳ مدال طلا، ۱ مدال نقره شده‌است.